# Niestępowo
Niestępowo (kaszub. Niestãpòwò) – wieś kaszubska w Polsce położona w województwie pomorskim, w powiecie kartuskim, w gminie Żukowo.
Miejscowość jest siedzibą sołectwa Niestępowo, w którego skład wchodzą również miejscowości Stara Piła i Mankocin. Znajduje się na turystycznym szlaku Kartuskim. W miejscowości jest placówka Ochotniczej Straży Pożarnej.
Wieś stanowiąca własność miejską, położona była w drugiej połowie XVI wieku w powiecie gdańskim województwa pomorskiego. W latach 1975–1998 miejscowość administracyjnie należała do województwa gdańskiego.
Miejscowość jest siedzibą parafii rzymskokatolickiej Najświętszego Serca Jezusowego, należącej do dekanatu Żukowo w archidiecezji gdańskiej.
Niestępowo jest najdłuższą wsią w województwie pomorskim.
We wsi był przystanek kolejowy Niestępowo, na linii kolejowej nr 229 Pruszcz Gdański-Żukowo (zawieszonej).